# Paul Pierre Pinier
Paul Pierre Marie Joseph Pinier (20 octobre 1899 à Chanzeaux (Maine-et-Loire) en France - 9 avril 1992 à Beaupréau en France) était un évêque catholique du diocèse de Constantine en Algérie.

## Biographie
Il est le fils de René Pinier et de Marie-Angélique Savary.
Ordonné prêtre le 22 juillet 1922, il est nommé évêque auxiliaire d'Alger le 13 décembre 1947 et consacré le 6 mars 1948 par Mgr Jean Costes, évêque d'Angers. Au départ de Mgr Léon-Étienne Duval, nommé archevêque d'Alger, le 27 mars 1954, il devient évêque du diocèse de Constantine.
Il a participé aux travaux du Concile Vatican II. Avec le cardinal Achille Liénart, il soutient les prêtres de la  Mission de France engagés à  Souk Ahras en Algérie aux côtés d'Algériens militant pour l'indépendance. Accusés de haute trahison par l'Etat Français, ces prêtres sont expulsés d'Algérie et jugés en France. Après l'Indépendance de l'Algérie en 1962, et bien qu'il n'ait pas 75 ans, il démissionne le 31 janvier 1970 et se retire en Maine-et-Loire. Mgr Jean-Baptiste Joseph Scotto lui succède le 19 août de la même année.
Mgr Paul Pinier est décédé à Beaupréau (49) le 9 avril 1992, et a été inhumé au cimetière de Chanzeaux, sa patrie natale.
Sa devise : Ut unum sint (qu'ils soient un), tirée de l'Évangile selon Jean chapitre 17. C'est aussi le titre de l'encyclique du Pape Jean-Paul II publiée le 25 mai 1995.